# Saud Al-Sowadi
Saud Al-Sowadi (10 aprile 1988) è un calciatore yemenita, portiere dell'Al-Saqr e della nazionale yemenita.

## Carriera

### Club
Ha sempre giocato nel campionato yemenita.

### Nazionale
Ha esordito in Nazionale nel 2008 e preso parte alla Coppa d'Asia 2019.